# Agustín Fernández Sánchez
Agustín Fernández (nacido en 1958), es un compositor nacido en Bolivia que vivió y trabajó en el Reino Unido por gran parte de su vida.

## Carrera
En Bolivia, Fernández comenzó su vida musical cuando era niño, cantando y tocando el charango en peñas folclóricas como Peña Ollantay, la Peña Naira y el entonces único canal de televisión del país. Todavía adolescente trabajó como violinista y luego guía de violas en la Orquesta Sinfónica Nacional y enseñó armonía en el Conservatorio Nacional, mientras estudiaba composición con Alberto Villalpando. Posteriormente estudió en Japón con Takashi Iida y con Akira Ifukube, sustentándose con trabajos en la Embajada de Bolivia y como instructor de idiomas en Nichisei Gakuin y más tarde en el Instituto de Capacitación Komagane.
En el Reino Unido, después de obtener un MMus en la Universidad de Liverpool (1985) y un doctorado en la City University, Fernández fue compositor residente en la Queen's University Belfast desde 1990 hasta 1994. Tras un año de docencia en Dartington College of Arts, fue profesor de composición en la Universidad de Newcastle desde 1996 hasta 2007 y catedrático titular en esa institución desde 2007 hasta su renuncia en 2019.
La obra de Fernández ha sido interpretada y aclamada internacionalmente, presentándose en festivales como Focus!, Summergarden (Nueva York), ISEA (Montreal), Semana Internacional de Música Nueva (Bucarest), Festival de Música Latinoamericana (Caracas), Festival de Música Contemporánea de Huddersfield, Festival Internacional de Ópera de Londres y muchos otros. Algunos de sus arreglos folclóricos han sido ampliamente destacados por su gran atractivo.
Misa de Corpus Christi, estrenada por primera vez en La Paz bajo la dirección del compositor a sus veinte años (1978), fue destruida en 1992 y  recompuesta en 2009 para una serie de presentaciones propiciadas por el Instituto Laredo en 2010 y 2011.
Su primer trabajo electroacústico, la ópera Teoponte, tuvo críticas mixtas en su estreno en Londres (1988), pero el también electroacústico Wounded Angel (1989) fue bien recibido internacionalmente y fue lanzado dos veces en grabaciones comerciales. Su segunda ópera, The Wheel (1993) fue considerada un éxito tras su estreno en Londres por Garden Venture de la Royal Opera House. También fueron bien recibidas dos obras posteriores para barítono, coro y orquesta: Approaching Melmoth (2000), estrenada por Thomas Allen con Northern Sinfonia (hoy Royal Northern Sinfonia), y Notes from Underground (2016). Sobre el estreno en Nueva York de su String Quartet No. 2 Sin tiempo (un encargo de Koussevitzky), un crítico comentó “…esta ciudad necesita un festival Fernández”.
Fernández ha visitado a Rumania repetidamente para dar conferencias y presentaciones de su trabajo en el Festival Internacional Sigismund Toduță de Cluj-Napoca y en el Festival SIMN de Bucarest. En 2018, la Academia de Música Gheorghe Dima (Cluj-Napoca) le otorgó un doctorado honoris causa.
En su país natal ha sido galardonado con premios como Charango de Oro (1971), Honor al Mérito (1975), Premio Nacional de Composición Sesquicentenario de la República (1975) y Ciudadanía Meritoria de Cochabamba (2016).
Órganos de prensa tabloide británica informaron que en marzo de 2020 Fernández fue juzgado in absentia y declarado culpable de delitos sexuales, por lo que el Tribunal de la Corona de Newcastle le impuso una larga pena privativa de libertad. Fernández negó con vehemencia las acusaciones en su contra y se considera víctima de un error judicial. También ha refutado informes de que haya huido al ser sentenciado, destacando que ya estaba ausente del país cuando se realizó el juicio. El caso sigue sin resolverse.